# PSR J1719-1438
PSR J1719-1438 è una pulsar millisecondo, visibile nella costellazione del Serpente, a circa 3.900 anni luce dal sistema solare.

## Caratteristiche
È una pulsar millisecondo, con un periodo di 5,8 millisecondi. La teoria più accreditata è che le pulsar millisecondo si siano formate come normali pulsar, il cui periodo di rotazione è stato accelerato da un processo di accrescimento determinato dalla presenza di una compagna.
Nel 2011, tramite il radiotelescopio dell'osservatorio di Parkes combinato con il telescopio Lovell, è stato identificato un oggetto di massa e dimensioni planetarie, PSR J1719-1438 b, ma con densità talmente elevata che è stato ipotizzato possa trattarsi di una nana bianca. PSR J1719-1438 b ha una massa di 1,02 MJ e un raggio pari a soli quattro raggi terrestri, da cui si desume un valore di circa 23 g/cm³ per la sua densità. Completa un'orbita attorno alla pulsar in 2,176 ore, ad una distanza di circa 600 000 chilometri.
Prospetto del sistema
| Pianeta | Massa    | Raggio   | Densità  | Periodo orb. | Sem. maggiore | Eccentricità | Scoperta |
| ------- | -------- | -------- | -------- | ------------ | ------------- | ------------ | -------- |
| b       | ~1,02 MJ | ≤ 0,4 rJ | 23 g/cm³ | 0,09 giorni  | 0,004 UA      | < 0,06       | 2011     |